# Jadrin
Jadrin (rusky Я́дрин, čuvašsky Етӗрне – Jetěrne) je město v Čuvašsku v Ruské federaci. Při sčítání lidu v roce 2010 měl bezmála deset tisíc obyvatel.

## Poloha a doprava
Jadrin leží na levém, západním břehu Sury, pravého přítoku Volhy v úmoří Kaspického moře, přes kterou vede jihovýchodně od města silniční most. Od Čeboksar, hlavního města Čuvašska, je vzdálen přibližně 75 kilometrů jihozápadně, a od Moskvy, hlavního města federace, přibližně 700 kilometrů východně.
Několik kilometrů severně od města prochází dálnice M7 z Moskvy do Ufy.

## Dějiny
První zmínka o Jadrinu je z roku 1590, kdy se jednalo o opevněné sídlo. Od roku 1781 je městem.

### Rodáci
- Nikolaj Ivanovič Ašmarin (1870–1933), jazykovědec